# Audiòfon
L'audiòfon és un producte sanitari destinat a les persones amb problemes auditius (sordesa). Tots els audiòfons es componen de dues parts: 
- Micròfon: Capta el so i el transforma en senyals elèctrics.
- Amplificador: Augmenta el volum dels senyals rebuts i els envia a l'orella a través del motlle.

## Tipus
Actualment existeixen diferents tipus d'audiòfon:

### Audiòfon intra-auricular
Es caracteritzen pel fet que es posen completament dins de l'orella externa. L'estoig on s'emmagatzemen els components electrònics està format per plàstic dur i es caracteritza pel fet que s'hi poden incorporar elements com el telecoil que serveix per millorar la qualitat del so de les trucades telefòniques.
Aquests tipus d'audiòfon s'aconsellen a les persones amb una pèrdua auditiva lleu o severa. El candidat per portar aquest tipus d'audiòfon no és mai un nen, ja que les orelles dels nens estan desenvolupant-se a part que aquest tipus d'audiòfon s'ha de canviar amb freqüència.

### Audiòfon retroauricular
Es caracteritzen per una part (l'estoig) que es posa darrere de l'orella i estan connectats a l'orella per un motlle de plàstic. Els components electrònics estan situats dins de l'estoig de plàstic. El so es transmet des de l'estoig fins dins de l'orella per mitjà del motlle auditiu.
Aquest tipus d'audiòfon es posa quan la persona (que pot ser de qualsevol edat) té una pèrdua lleu o profunda.

### Audiòfon intracanal
Es caracteritzen pel fet que caben dins de l'orella i estan disponibles en dues mides. Intracanal que és aconsellat per les pèrdues lleus i el Completament intracanal que s'aconsella per la gent amb pèrdua lleu-severa.
Els audiòfons intracanals es poden adaptar tenint en compte la forma i la mida de l'orella del pacient.

### Audiòfon d'adaptació profunda
És l'audiòfon més petit que existeix, ja que es pot posar totalment dins del canal auditiu. Aquests audiòfons són difícils de graduar i consten de menys espai per piles i no se'ls hi pot incorporar cap accessori.
Es recomana a la gent amb pèrdua lleu o severa. No es pot recomanar a gent amb pèrdua moderada o profunda, ja que la seva mida en limita la potència i el volum. Tampoc es recomana als nens.